# 붉은홀쭉이로리스
붉은홀쭉이로리스 (Loris tardigradus)는 로리스과에 속하는 영장류로 작고 야행성인 원원류이며, 스리랑카의 우림이 원산지이다. 이 종은 100종의 EDGE 종(EDGE(Evolutionarily Distinct and Globally Endangered), 진화적으로 특이하고 전 세계적으로 멸종위기에 처한 동물) 중에서 22위에, 10종의 최우선 보호 종 중에서 6위에 선정되었다. 2종의 아종, L. t. tardigradus 와 L. t. nycticeboides가 식별되어 있다.

## 신체적 특징

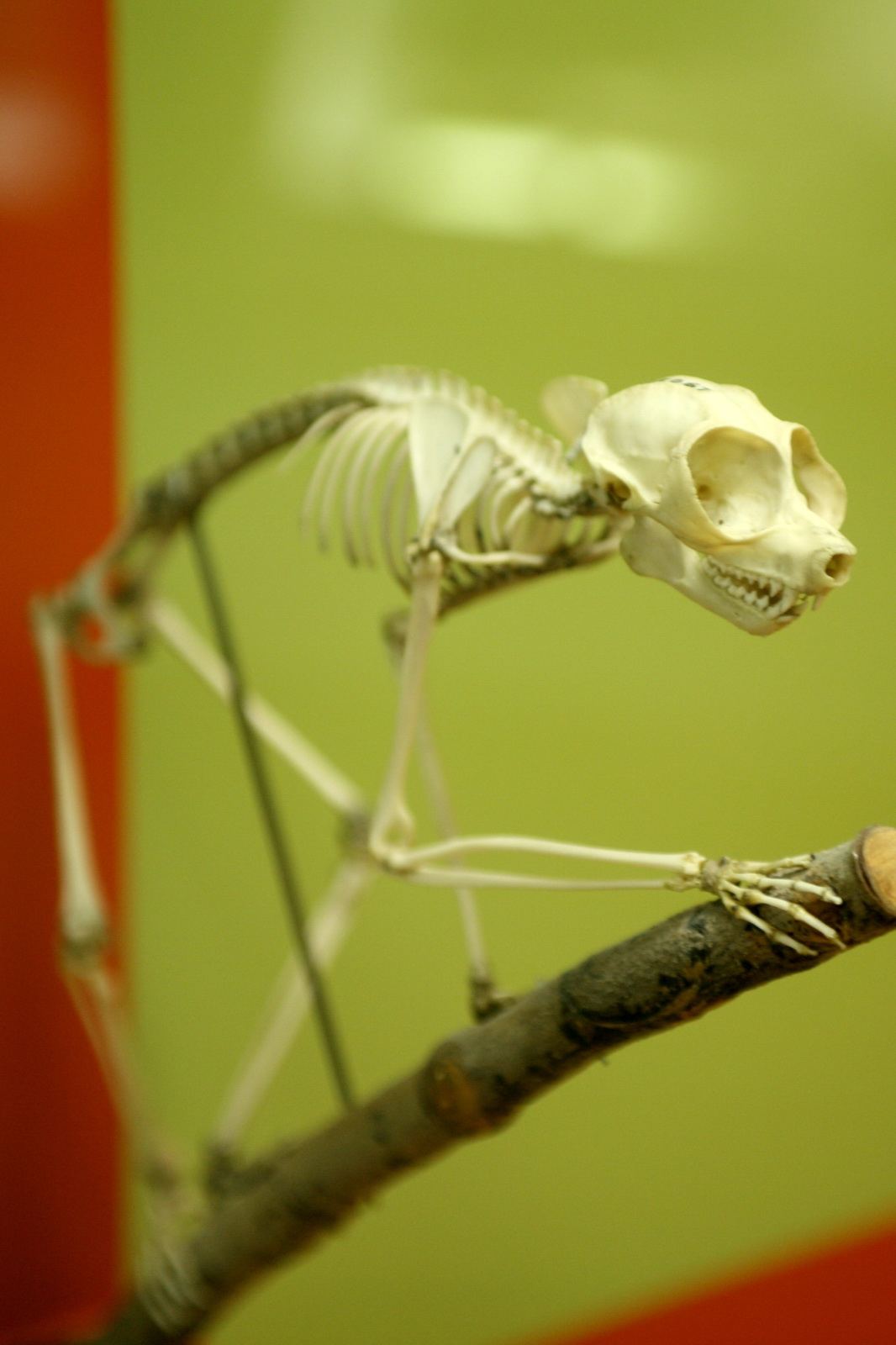
붉은홀쭉이로리스의 뼈

이 작고 홀쭉한 영장류는 정확한 깊이의 지각을 위해 사용되는 앞으로 향한 큰 눈, 길고 홀쭉한 손발, 잘 발달한 집게손가락, 꼬리의 부재, 그리고 끝이 얇고 둥글며 털이없이 크게 돌출된 귀가 특징적이다. 털은 부드럽고 촘촘하며, 등 쪽은 붉은 갈색을 띠고, 아래 쪽은 은빛 털이 드문드문 나 있으며 희끄무레한 회색이다. 몸길이는 평균 18 ~ 25 cm 정도이고, 몸무게는 평균적으로 겨우 85 ~ 370 g정도이다. 이 로리스는 네 발 모두, 쥘 수 있는 능력이 있다. 큰 발가락은 나머지 4개의 발가락을 맞대어 나뭇가지와 먹이를 쥘 때 집게처럼 사용한다. 얼굴 색은 어둡고, 중앙에 희미한 줄무늬가 있으며, 늘보로리스와 많이 닮았다.

## 행동
붉은홀쭉이로리스는 저지대 우림(고도 700 m 이상)과 열대우림 그리고 스리랑카 남서부의 습지의 인터-몬순 숲을 선호한다. 마스물라 보존 숲은 붉은홀쭉이로리스 개체군에 피난처의 일부로 제공되고 있으며, 생물학적 다양성 위험지역의 하나로 간주되고 있다. 가장 흔히 먹는 식물 종은 Humboldtia laurifolia이며 헥타르 당 676그루, 전체 밀도는 헥타르 당 1077그루가 자란다. Humboldtia laurifolia는 멸종 취약종이고, 개미와 공생관계에 있으며 로리스 원숭이에게 풍부한 먹이를 제공한다. 1960년대의 보고서는 해안 지대에서도 발견되는 것으로 시사되고 있으나, 현재 해안 지대에서는 멸종된 것으로 보인다.

## 생식
암컷이 지배 우위 종이다. 암컷은 태어나 10개월이면 성적으로 성숙기에 달하며, 1년에 두 번 수컷을 수용한다. 이 종은 나무가지에 거꾸로 매달려 짝짓기를 한다. 동물원 등에서 생활하는 개체는 적당한 나무가지가 없을 경우, 번식을 하지 않을 수 있다. 임신 기간은 166 ~ 169일이며, 1 ~ 2마리의 새끼를 낳고, 생후 6 ~ 7개월 후이면 젖을 뗀다. 이 종의 수명은 야생에서 약 15 ~ 18년인 것으로 믿어지고 있다.

## 멸종 위협
이 홀쭉이로리스는 멸종위기종의 하나이다. 서식지 파괴가 가장 큰 위협 요인이다. 안과 질환을 위한 치료제로 사용하기 위하여 널리 사냥되고 죽임을 당한다. 기타 위협 요인으로는 전기줄에 의한 감전사, 자동차 사고와 애완용 동물 거래 등이다.

## 보존
붉은홀쭉이로리스는 2007년에 진화적으로 특이하고 전 세계적으로 멸종위기에 처한 동물(EDGE) 프로젝트에서, 10종의 최우선 보호종 중의 하나로 선정되었다.